# Germano Borovicz Cardoso Schweger
Germano Borovicz Cardoso Schweger (* 21. März 1981 in Toledo) ist ein ehemaliger brasilianischer Fußballspieler.

## Karriere
Germano begann seine Karriere 1996 bei Toledo EC. 2001 wechselte er zu Londrina EC. Von 2005 bis 2007 spielte er beim Erstligisten AD São Caetano und Atlético Mineiro. Sommer 2007 unterschrieb er einen Vertrag beim japanischen Zweitligisten Cerezo Osaka. Für den Verein bestritt er 49 Zweitligaspiele und schoss dabei 17 Tore. 2009 kehrte er nach Brasilien zurück und unterschrieb einen Vertrag bei FC Santos. 2010 gewann er mit dem Verein den Copa do Brasil. Danach spielte er bei Sport Recife, Londrina EC und Coritiba FC. Ende 2019 beendete er seine Karriere als Fußballspieler.

## Erfolge
FC Santos
- Brasilianischer Pokalsieger: 2010